# Edmond Louis Alexis Dubois-Crancé
Edmond Louis Alexis Dubois-Crancé (Charleville-Mézières, 14 ottobre 1747 – Rethel, 28 giugno 1814) è stato un politico francese, deputato delle Ardenne alla Convenzione nazionale e generale della Rivoluzione francese.

## Biografia
Moschettiere del re e luogotenente dei marescialli di Francia, la sua eloquenza lo fece eleggere deputato del Terzo Stato di Vitry-le-François agli Stati Generali.
Eletto membro del Comitato militare dell'Assemblea costituente, poiché i costituenti non potevano essere anche membri dell'Assemblea legislativa, egli riprese il servizio militare, divenendo aiutante generale e fautore della guerra di movimento.
Eletto alla Convenzione nazionale, fu commissario dell'esercito del Midi; nel 1791 presentò un progetto di costituzione militare e un rapporto sul reclutamento che racchiude la prima idea della coscrizione obbligatoria. Votò a favore della condanna a morte di Luigi XVI.
Dubois-Crancé fu presidente dell'assemblea dal 21 febbraio al 7 marzo 1793 e ispirò le misure che diedero maggior coesione agli eserciti repubblicani, in particolare la legge del 21 febbraio 1793, il cosiddetto "amalgama" delle forze armate. Fu anche favorevole alla libertà degli uomini di colore nelle colonie francesi.

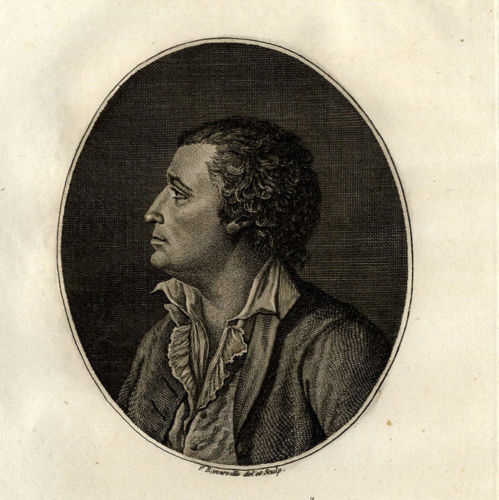
Edmond Louis Alexis Dubois-Crancé

Il 26 marzo 1793 fece parte dei 25 membri del nuovo Comitato di difesa generale, chiamato Commissione di salute pubblica, antesignano del Comitato di salute pubblica, instaurato con decreto del 6 aprile 1793. Votò contro la messa in stato d'accusa di Marat e non fu presente al voto che stabilì la Commissione dei Dodici, essendo commissario dell'esercito delle Alpi. Diresse l'assedio di Lione in qualità di commissario della Convenzione Nazionale.
Escluso dal Club dei Giacobini e minacciato d'arresto, si pose contro Robespierre il 9 termidoro. Membro del Consiglio dei Cinquecento sotto il Direttorio, divenne ispettore generale dell'esercito del Reno e ministro della Guerra dal 14 settembre 1799 al 10 novembre dello stesso anno.
Dopo il Colpo di Stato del 18 brumaio si ritirò dalla vita politica.